# 上四湖
上四湖，是臺灣桃園市楊梅區的一個傳統地域名稱，位於該區西部偏南。相較於今日行政區，其範圍大致與上湖里相近。

## 歷史
台灣清治末期至日治初期，上四湖地區為一街庄，稱為「上四湖庄」，隸屬於竹北二堡。該庄北邊西段與伯公崗庄為鄰，北邊東段及東邊與三湖庄為鄰，南邊為崩坡下庄、長崗嶺庄、上北勢庄，西邊為和興庄。
1901年（日治明治三十四年）11月，全台廢縣廳改設二十廳，該庄隸屬於桃仔園廳。1903年（明治三十六年），改名桃園廳。1909年（明治四十二年）10月，合併二十廳為十二廳，該庄隸屬不變。1920年（大正九年），廢十二廳改設五州二廳，該庄改制為「上四湖」大字，隸屬於新竹州中壢郡楊梅庄。1941年，楊梅庄升格為楊梅街。
戰後楊梅街改制為楊梅鎮，隸屬於新竹縣，大字亦改制為里。1950年桃、竹、苗分治，楊梅鎮改隸屬於桃園縣。2010年8月，楊梅鎮因人口達15萬而改制為楊梅市。2014年12月，桃園縣升格為直轄桃園市，楊梅市改制為楊梅區。

## 聚落
本地區發展較早的聚落為上四湖（跨邊界）、下四湖、四湖尾等，在日治期初期的官方地圖上已有記載。

## 交通
省道台31線又稱「高鐵橋下桃園段道路」，是蘆竹至湖口與高鐵並行的平面幹道，大致以東北—西南走向經過上四湖地區西北部。由該道路向東北可前往新屋、中壢、大園、蘆竹的高鐵沿線各地，向西南可前往湖口的高鐵沿線各地。
區道桃13線（楊湖路三段～二段）是四湖橋至楊梅的道路，也是新湖口至楊梅道路的桃園市境內路段，其西側端點位於本地區西部邊界處的新竹縣鄉道竹10線東側端點。由此向東北東轉東出本地區邊界後可前往三湖、頭湖、水尾、大平山下並止於楊梅市區西側的省道台1線路口。
區道桃111線（民安路）是老飯店至上四湖的道路，其西南側端點位於本地區東北部邊界處的區道桃13線路口。由此向東北可前往上陰影窩地區的老飯店聚落並止於縣道115號路口。

## 學校
- 上湖國小